# ساریگو
ساریگو دهستانی در استان آستوریاس اسپانیا است.
در این دهستان ۱٬۳۷۲ نفر زندگی می‌کنند. مساحت این دهستان ۲۵٫۷۳ کیلومتر مربع است.